# 汪応祖
汪応祖（おうおうそ、? - 1413年）は、古琉球の南山王国（山南王国）の第3代国王（在位：1402年 - 1413年）。

## 概要
大里王統・南山王汪英紫の次男。14世紀末から15世紀初めの間に、豊見城（とみぐすく）を築いた。
明の南京に留学した経験があり、明で見た龍舟を造って5月の初めに城下の江で競渡をしたのが爬竜（ハーリー）の始まりという説がある。
1413年、弟の栄華を恨んだ実兄の達勃期によって殺された。
近年、漢文学者石井望は、福建漢字音で汪英紫氏が「おんあんじすい」（大按司添）、汪応祖が「おんあんず」（大按司）、英祖が「あんず」（按司）であるとして、古琉球の諸王について新解釈を試みている。

## 系譜
- 父：汪英紫（第2代南山王）
- 母：不詳
  - 長兄：達勃期（第4代南山王）
  - 三弟：屋富祖

- 妃：不詳
  - 世子：他魯毎（第5代南山王）
  - 次男：阿衡基・南風原按司守忠（阿姓前川家祖）[4]
  - 男子：豊見城按司
  - 男子：国吉大屋子（母は玉城家の娘）
  - 男子：座波掟（母の座波ヌルの長男）（淇姓座波家祖）
  - 男子：座波之子（母の座波ヌルの次男）（淇姓座波家祖）
  - 男子：上与座按司（子孫に屋比久仁屋の三男の金蔵大主東風平筑登親雲上敖氏に養子入り）[4]